# Radical Redemption
Radical Redemption (* 17. September 1990 in Dinkelland als Joey van Ingen) ist ein niederländischer Hardstyle-DJ und Musikproduzent.

## Leben
Joey van Ingen ist ein Sohn der Schlagersängerin Marga Bult. Er fing mit zehn Jahren das Schlagzeugspielen an und war in Verschiedenen Bands aktiv. Später entdeckte er die Plattenteller und veranstaltete erste Partys. Um 2009 begann er zu produzieren, sein Debütalbum Annihilate erschien 2012 bei DJ Lunas Label Minus is More. Zusammen mit den DJs Chain Reaction, Nolz und Crypsis tritt er unter dem Namen Minus Militia auf.
Zu seinen Live-Auftritten zählen Defqon.1, Tomorrowland, EDC, Decibel Outdoor, Q-Base und Syndicate.
Der niederländische Dartspieler Dirk van Duijvenbode, nutzt als Walk-On-Song den Track Just Like you.

## Diskografie (Auswahl)

### Alben
| Albumname               | Jahr | Label                               |
| ----------------------- | ---- | ----------------------------------- |
| Annihilate              | 2012 | Minus Is More                       |
| The Spell Of Sin        | 2013 | Minus Is More                       |
| The One Man Army        | 2015 | Minus Is More, Cloud 9 Dance        |
| The Road To Redemption  | 2017 | Minus Is More, Cloud 9 Dance        |
| Command & Conquer       | 2018 | Minus Is More, Cloud 9 Dance        |
| The Chronicles of Chaos | 2020 | Minus Is More                       |
| The Chronicles of Chaos | 2024 | No Retaliation - Part 1: The Solo’s |

### Singles
| Single                                                   | Künstler                                  | Label               | Jahr |
| -------------------------------------------------------- | ----------------------------------------- | ------------------- | ---- |
| Atomic Warfare                                           | Radical Redemption, Crypsis               | keins               | 2014 |
| Watch Yourself                                           | Radical Redemption                        | Minus Is More       | 2014 |
| Brutal 4.0                                               | Radical Redemption                        | Minus Is More       | 2014 |
| The Black Demon                                          | Digital Punk                              | Minus Is More       | 2014 |
| Secret Syndicates                                        | Radical Redemption                        | Minus Is More       | 2014 |
| Frontliner & Radical Redemption                          | Frontliner, Radical Redemption            | Keep It Up Music    | 2014 |
| Impact Of Sin                                            | Radical Redemption, Chain Reaction        | Minus Is More       | 2015 |
| Triple Six                                               | Radical Redemption, Deepack               | Minus Is More       | 2015 |
| The Funfair Of Madness                                   | Radical Redemption                        | Minus Is More       | 2015 |
| Blood, Sweat & Tears                                     | Digital Punk, Radical Redemption, Crypsis | A² Records          | 2015 |
| Kill Me                                                  | Radical Redemption, D-Sturb               | Minus Is More       | 2016 |
| Smack Bitches                                            | Radical Redemption                        | Minus Is More       | 2016 |
| MMIX                                                     | Radical Redemption                        | Minus Is More       | 2016 |
| Coitus                                                   | Radical Redemption, Digital Punk          | Minus Is More       | 2016 |
| Extreme                                                  | Radical Redemption, Sub Zero Project      | Minus Is More       | 2016 |
| Protest Of Indignation                                   | Digital Punk, Radical Redemption          | A² Records          | 2016 |
| Order Of Hostility                                       | Angerfist, Radical Redemption             | Masters of Hardcore | 2016 |
| Reloaded                                                 | Hard Driver, Radical Redemption           | Dirty Workz         | 2017 |
| Brutal 6.0                                               | Radical Redemption                        | Minus Is More       | 2017 |
| Undercover                                               | Radical Redemption, Warface               | Minus Is More       | 2017 |
| The Saviour                                              | High Voltage, Radical Redemption          | Fusion Records      | 2017 |
| Out For Blood (Official Supremacy Australia Anthem 2018) | Radical Redemption, MC Nolz, DV8          | Minus Is More       | 2018 |
| Brutal 7.0                                               | Radical Redemption                        | Minus is More       | 2018 |